# Cosucra
Cosucra est une entreprise belge de Warcoing spécialisée dans la production d'extraits de racines de chicorée et de graines de pois.
Créée en 1852 comme sucrerie par Charles Peeters et Barthélémy Dumortier, elle se reconvertit dans l'extraction d'inuline de chicorée en 1986 puis de fibres et protéines de pois en 1990 et abandonne totalement la production de sucre en 2003,.
Ses produits servent d’additifs à l'industrie agro-alimentaire.